# Off to the Races
«Off to the Races» es una canción de la cantante y compositora estadounidense Lana Del Rey. Apareció por primera vez en su debut homónimo de Interscope Records y se volvió a publicar en su segundo álbum de estudio, Born to Die (2012). La canción fue escrita por Del Rey y Tim Larcombe, mientras que Emile Haynie y Patrik Berger colaboraron en su producción.

## Composición
Off to the Races describe la relación de Del Rey con un novio mayor, presuntamente un sugar daddy. La cantante emplea en la canción una técnica «casi rapera», un ritmo hip-hop y unas líneas de bajo pesadas, similares a las de National Anthem y Diet Mountain Dew. Pitchfork Media dijo que la técnica de rapeo era casi «charlatana». La canción hace referencia a la novela Lolita, del escritor soviético Vladimir Nabokov, con letras como «Luz de mi vida, fuego de mis entrañas». La canción muestra a Del Rey en biquini nadando delante de su amante mientras él bebe a sorbos champán Cristal, mientras ella comenta que él ama con «cada latido de su corazón de cocaína» a pesar de sus modales groseros de Los Ángeles, y también hace referencia a la isla Rikers. Off to the Races también contiene elementos de rap en la nube, como «el eco distintivo de un hipnotizador de fondo», y hace que Del Rey adopte una "voz de muñeca de bebé» durante la canción.

## Antecedentes y actuaciones
Off to the Races estuvo disponible por primera vez en el perfil de SoundCloud de Del Rey, ya desaparecido, el 23 de mayo de 2010. Off to the Races se lanzó en Reino Unido como iTunes Single of the Week el 19 de diciembre de 2011. A continuación, se lanzó como single digital en los Países Bajos el 6 de enero de 2012, en la iTunes Store. Se lanzó un vídeo para Off to the Races a través de canales digitales y fue producido únicamente por Del Rey, de forma similar a sus éxitos anteriores. En el vídeo aparecen gánsteres latinoamericanos, figuras de femme fatale con pistolas y una pista de carreras. En el Ruby Lounge de Mánchester, Del Rey interpretó la canción por primera vez, junto con Video Games y Blue Jeans. Fue la última canción del set. La canción también se presentó como final de The Endless Summer Tour y LA to the Moon Tour.

## Recepción de la crítica
Off to the Races recibió críticas mixtas, habiendo sido descrita líricamente como «un freak show de codependencia inapropiada». Dando a la canción una crítica negativa, el sitio web de música indie Pitchfork dijo que «...apunta a la opulencia parlanchina y chispeante», añadiendo que ella «no tiene la personalidad para llevarlo a cabo». The Guardian escribió que «Off to the Races convierte a Del Rey de sirena vintage a hoochie R&B de la manera más convincente. Hay jazz en la diestra voz de Del Rey, y un nuevo territorio en el swoop y pow de la resaca de Haynie». Comparando la canción con Video Games y Blue Jeans, The Huffington Post escribió que la canción era «...bastante buena...y suena igual de pegadiza...». Sobre el vídeo musical de la canción, el crítico Robbie Daw comentó: «...parece que el productor del vídeo se fue a buscar las secuencias más cursis de viejas películas de serie B de los [años] 80 para este clip».

## Posición en listas
| Listas (2012)                        | Posición más alta |
| ------------------------------------ | ----------------- |
| Estados Unidos (Alternative Airplay) | 22                |
| Estados Unidos (Rock Songs)          | 40                |